# Russische paardenbloem

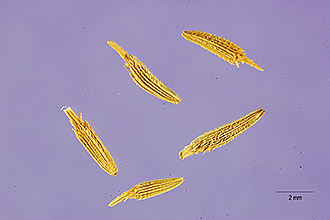
Nootjes

De Russische paardenbloem (Taraxacum kok-saghyz) is een vaste plant die behoort tot de composietenfamilie. De soort komt van nature voor in Kazachstan en in het westen van Xinjiang. Het aantal chromosomen is 2n = 16.
De Russische paardenbloem is een overblijvend kruid, wordt 4 - 15 cm hoog en heeft een penwortel. In alle plantendelen komt melksap voor.
De bladeren staan in een rozet. De bladsteel is bleekgroen en gevleugeld. Het smalle tot omgekeerd lancetvormige, blauwachtig-grauwgroene, vlezige blad is 3 - 7 cm lang en 1,2 - 3 cm breed. De bladrand is diep ingesneden, regelmatig gelobd tot veerdelig. De twee tot drie (vijf) paar slippen zijn breed driehoekig. Het blad is meestal kaal, maar er kunnen ook enkele haren op voorkomen.
De Russische paardenbloem bloeit in China vanaf het late voorjaar tot het begin van de zomer. De lichtgroene tot roze bloemsteel is behaard. De bloeiwijze is een hoofdje van 2 - 3 cm breed. Het omwindsel bestaat uit 8 - 10, niet dakpansgewijze zittende, lichtgroene, eirond-lancetvormige tot smal eironde schutblaadjes. De buitenste schutblaadjes zijn 5,5 - 7 mm lang en 1,2 - 2 mm breed en 1 - 2,5 mm korter dan de binnenste. De randen zijn witachtig lichtgroen of vliezig. De lintbloemen zijn lichtgeel. De binnenste lintbloemen zijn getand. De nerven zijn intensief geel gekleurd.
De vrucht is een lichtgrijs strobruin, 2,8 - 3,8 mm lang en 0,7 - 0,9 mm breed nootje. De snavel is 3 - 4,5 mm lang. De witte pappus is 3,5 - 4,5 mm lang.

## Gebruik
In de Sovjet-Unie werd rubber gefabriceerd uit Taraxacum kok-saghyz. Er werden speciale landbouwwerktuigen voor ontwikkeld en speciale fabrieken gebouwd. In 1941 was het areaal paardenbloemen 67.000 ha groot en waren er meer dan 10.000 kolchozen bij betrokken. In bepaalde jaren voorzag de paardenbloementeelt in 30 procent van de rubberbehoefte van de Sovjet-Unie. Eén hectare paardenbloemen levert 150 kilogram rubber tegen 2000 kg per ha voor de Braziliaanse rubberboom. Door de opkomst van synthetisch rubber ging de betekenis van de paardenbloementeelt voor de productie van rubber verloren.
Voor de Russische paardenbloem is er mogelijk weer toekomst doordat wereldwijd steeds meer rubberbomen worden aangetast door de schimmel Microcyclus ulei. De WUR heeft daartoe onderzoek verricht en in Zeeland is er daartoe in het najaar van 2016 een proef van een halve hectare aangeplant. Inmiddels zijn van het gewonnen rubber fietsbanden gemaakt.
De Russische paardenbloem is daarnaast ook interessant omdat de wortel behalve 15% latex (de grondstof voor natuurlijk rubber) ook nog eens 40% inuline (een voedingsvezel en grondstof voor de zoetstof fructose) bevat.